# Ystads Kraftsportklubb
Ystads Kraftsportklubb, YKK, är en tyngdlyftningsklubb i Ystad.
Klubben bildades 1961. I början inriktades verksamheten på tyngdlyftning. En av dem som tränade här då var Ystads starke man Ehrling Wahlgren. Men under 70-talet kom man att inrikta sig mer på tävlingsverksamhet inom styrkelyft. En verksamhet som till viss del finns kvar fortfarande idag. Men mest har YKK idag en gymverksamhet för alla åldrar. YKK fanns sedan år 1974 i Österporthallen i Ystad. Den 21 december 2015 startade YKK upp på nytt i sin nya lokal på Tullgatan 5 i Ystad.